# Armoriale dei comuni del Gers
Questa pagina contiene le armi (stemma e blasonatura) dei comuni del Gers.
| Stemma | Nome del comune e blasonatura |
| ------ | --- |
|        | Aignan D'azur au lion d'argent, au chef de gueules à trois croissants du même (d'azzurro, al leone d'argento; al capo di rosso, a tre crescenti del secondo) |
|        | Arblade-le-Bas Parti, au premier de gueules à la croix cléchée, vidée, pommetée de douze pièces d'or, au second d'argent au lion de gueules (partito di rosso, alla croce a chiave vuota e pomettata di dodici pezzi d'oro, e d'argento, al leone di rosso) |
|        | Aubiet D'or à un corbeau de sable posé sur une terrasse de sinople (d'oro, al corvo di nero posato su una terrazza di verde) |
|        | Auch Parti, au premier de gueules à l'agneau pascal d'argent, la tête contournée, portant une bannerette d'azur chargée d'une croisette aussi d'argent, à la hampe du même posée en barre, au second d'argent au lion de gueules armé de sable (partito: nel 1° di rosso, all'agnello pasquale d'argento, con la testa rivoltata, che porta una banderuola d'azzurro caricata da una crocetta pure d'argento, con l'asta dello stesso posta in sbarra; nel 2° d'argento, al leone di rosso armato di nero) |
|        | Auradé D'azur à la croix cléchée, vidée, pommetée de douze pièces d'or cantonnée en chef de deux étoiles du même (d'azzurro, alla croce a chiave, vuota e pomettata di dodici pezzi d'oro, accompagnata nel capo da due stelle dello stesso) |
|        | Aux-Aussat D'or à un pin fruité et arraché de sinople, accosté de deux ours levés et affrontés de sable, au chef d'azur chargé de trois étoiles d'or (d'oro, al pino fruttato e sradicato di verde, accostato da due orsi ritti e affrontati di nero; al capo d'azzurro, caricato di tre stelle d'oro) |
|        | Barbotan-les-Thermes Écartelé : au premier et au quatrième de gueules aux trois pals d'argent, au deuxième et au troisième de sinople plain (inquartato: nel 1° e 4° di rosso, a tre pali d'argento; nel 2° e 3° di verde pieno) |
|        | Barcelonne-du-Gers D'or aux deux lions léopardés de gueules et aux deux vaches du même posés en sautoir (d'oro, a due leoni leoparditi di rosso e due vacche dello stesso ordinati in decusse) |
|        | Barran Barré d'hermine et de gueules de huit pièces (sbarrato d'armellino e di rosso di otto pezzi) |
|        | Beaumarchés D'azur à trois fleurs de lys d'or, accompagné de l'inscription "Séel de la ville de Beaumarchez" (d'azzurro, a tre gigli d'oro, accompagnato dall'iscrizione "Séel de la ville de Beaumarchez") |
|        | Beaupuy D'azur au chevron d'or abaissé, accompagné de trois coquilles du même (d'azzurro, allo scaglione d'oro, accompagnato da tre conchiglie dello stesso) |
|        | Biran D'or à trois corneilles de sable, onglées et becquées de gueules (d'oro, a tre cornacchie di nero, imbeccate e unghiate di rosso) |
|        | Bretigny D'argent au dragon de gueules, à la croix en filet d'or brochant sur le tout (d'argento, al dragone di rosso, al filetto in croce d'oro attraversante sul tutto) |
|        | Castelnau-Barbarens De gueules à un rocher d'or mouvant de la pointe, sommé de trois tours d'argent ouvertes et ajourées de sable (di rosso, alla roccia d'oro movente dalla punta, cimata da tre torri d'argento, aperte e finestrate di nero) |
|        | Castelnau-d'Auzan D'azur à un château d'argent, au chef cousu de sable (d'azzurro, al castello d'argento; al capo cucito di nero) |
|        | Castéra-Verduzan D'argent à l'écusson de sable chargé de deux besants du champ et accompagné d'une guirlande de laurier au naturel (d'argento, allo scudetto di nero, caricato di due bisanti del campo e accompagnato da una ghirlanda di lauro al naturale) |
|        | Castet-Arrouy Ecartelé d'argent au lion de gueules et d'azur à la gerbe de blé d'or liée de gueules (inquartato d'argento, al leone di rosso, e d'azzurro, al covone di grano d'oro legato di rosso) |
|        | Castillon-Massas Coupé, au premier d'azur à trois fasces d'or accompagnées en chef de trois fleurs de lys d'argent, et en pointe de trois triangles du même ; au second parti de sinople à un château d'argent à deux tours ouvert et ajouré de sable, et d'or à une aigle éployée aussi de sable. (troncato semipartito: nel 1° d'azzurro, a tre fasce d'oro, accompagnate in capo da tre gigli d'argento e in punta da tre triangoli dello stesso; nel 2° di verde, a un castello d'argento con due torri aperto e finestrato di nero; nel 3° d'oro all'aquila spiegata pure di nero) |
|        | Castillon-Savès Ecartelé, au premier d'argent au lion de sable armé, lampassé et couronné de gueules, au second d'azur à quatre fasces d'argent, au troisième d'azur à un pal d'or, au quatrième d'or à un lion de gueules, armé et lampassé d'azur tenant en pal une épée du même et une bordure d'azur également ; sur le tout de gueules, à une croix cléchée, vidée et pommetée de douze pièces d'or (inquartato: nel 1° d'argento, al leone di nero, armato, lampassato e coronato di rosso; nel 2° d'azzurro, a quattro fasce d'argento; nel 3° d'azzurro, al palo d'oro; nel 4° d'oro, al leone di rosso, armato e lampassato d'azzurro, tenente in palo una spada dello stesso, alla bordura pure d'azzurro; su ltutto di rosso, alla croce a chiave, vuota e pomettata di dodici pezzi d'oro) |
|        | Caussens - (-) |
|        | Cazaubon D'or aux trois chevrons de gueules (d'oro, a tre scaglioni di rosso) |
|        | Clermont-Savès Tiercé en pairle renversé : au premier d'or au lion de gueules armé et lampassé d'azur tenant une épée du même, au second de gueules à la croix cléchée, vidée, pommetée de douze pièces d'or, au troisième d'azur au mont de trois coupeaux d'argent (interzato in pergola rovesciata: nel 1° d'oro, al leone di rosso armato e lampassato d'azzurro tenente una spada dello stesso; nel 2° di rosso, alla croce a chiave, vuota e pomettata di dodici pezzi d'oro; nel 3° d'azzurro, al monte di tre cime d'argento movente dalla punta) |
|        | Cologne Parti de sinople grillagé d'or, et de gueules semé de besants aussi d'or, au chef d'azur à trois fleurs de lys d'or soutenues d'une épée d'argent posée en fasce (partito di verde, grigliato d'oro, e di rosso, seminato di bisanti pure d'oro; al capo d'azzurro caricato di tre gigli d'oro sostenuti da una spada d'argento posta in fascia) |
|        | Condom De gueules à un pont de cinq arches d'argent crénelé et maçonné de sable, sur une rivière aussi d'argent ondée d'azur de quatre pièces, le pont sommé de cinq tours d'argent crénelées et maçonnées de sable, celle du milieu plus haute et plus grosse que les deux dont elle se côtoie et les deux dernières plus petites que celles-ci et surmontées de deux clefs s'affrontant aussi d'argent (di rosso, al ponte di cinque archi d'argento, merlato e murato di nero. posto su un fiume pure d'argento ondato d'azzurro di quattro pezzi, il ponte cimato da cinque torri d'argento merlate e murate di nero, quella centrale più alta e più larga delle due che la affiancano e con le ultime due più piccole di queste ultime e sormontate da due chiavi affrontate, pure d'argento)     |
|        | Duran D'argent à deux lions affrontés de gueules supportant une tour de sable ouverte et ajourée du champ (d'argento, a due leoni affrontati di rosso, sostenenti una torre di nero aperta e finestrata del campo) |
|        | Eauze Burelé de gueules et d'or de dix pièces (burellato di rosso e d'oro di dieci pezzi) |
|        | Endoufielle Tiercé en pairle renversé : au premier de gueules à la croix cléchée, vidée, pommetée de douze pièces d'or, au second d'argent au lion de gueules, au troisième d'azur à la gerbe de blé d'or liée de gueules (interzato in pergola rovesciata: nel 1° di rosso, alla croce a chiave vuota e pomettata di dodici pezzi d'oro; nel 2° d'argento, al leone di rosso; nel 3° d'azzurro, al covone di grano d'oro, legato di rosso) |
|        | Estampes Ecartelé : au premier et au quatrième d'argent plain, au second et au troisième d'or aux trois merlettes de sable (inquartato: nel 1° e 4° d'argento pieno; nel 2° e 3° d'oro, a tre merlotti di nero) |
|        | Fleurance D'argent à l'aigle bicéphale éployée de sable, au chef d'azur chargé de trois fleurs de lys d'or posées 2 et 1 (d'argento, all'aquila bicefala di nero; al capo d'azzurro, caricato di tre gigli d'oro posti 2 e 1) |
|        | Fourcès Ecartelé d'or au lion de gueules et d'argent au corbeau de sable, becqué et membré de gueules (inquartato d'oro, al leone di rosso, e d'argento, al corvo di nero, imbeccato e membrato di rosso) |
|        | Gimont D'argent au rencontre de bœuf de sable, à une champagne d'or chargée d'une foi d'azur (d'argento, al rincontro di bue di nero; alla campagna d'oro, caricata da una fede d'azzurro) |
|        | Giscaro De gueules à une prune d'or (di rosso, alla prugna d'oro) |
|        | Gondrin D'argent aux trois fasces ondées d'azur (d'argento, a tre fasce ondate d'azzurro) |
|        | Le Houga D'azur aux deux clefs renversées d'or posées en sautoir (d'azzurro, a due chiavi rovesciate d'oro poste in decusse) |
|        | L'Isle-de-Noé D'azur à une rivière d'argent posée en fasce, chargée d'une île de sinople (d'azzurro, al fiume d'argento posto in fascia, caricato di un'isola di verde) |
|        | L'Isle-Jourdain Ecartelé : au premier et au quatrième contre-écartelé au premier et au quatrième d'argent au lion de gueules, au second et au troisième de gueules au lion d'or, au second et au troisième de gueules à la croix cléchée, vidée et pommetée de douze pièces d'or (inquartato: nel 1° e 4° controinquartato: nel I e IV d'argento, al leone di rosso, nel II e III di rosso, al leone d'oro; nel 2° e 3° di rosso, alla croce a chiave, vuota e pomettata di dodici pezzi d'oro) |
|        | Jegun d'or à un cep de vigne de sable fruité du même et feuillé de sinople (d'oro, al ceppo di vite di nero, fruttato dello stesso e fogliato di verde) |
|        | Ladevèze-Ville De gueules à un agneau paissant d'argent (di rosso, all'agnello passante d'argento) |
|        | Lamothe-Goas De gueules à une motte terrassée d'argent, surmontée d'un lion du même (di rosso, alla zolla terrazzata d'argento, sostenente un leone dello stesso) |
|        | Larroque-Engalin D'azur au chevron d'argent accompagné en chef de deux quintefeuilles d'or et en pointe d'un roc d'échiquier du même (d'azzurro, allo scaglione d'argento accompagnato in capo da due quintefoglie d'oro e in punta da un rocco di scacchiere dello stesso) |
|        | Lartigue D'argent à l'arbre arraché de sinople, à la bordure componée d'or et de gueules (d'argento, all'albero sradicato d' verde, alla bordura composta d'oro e di rosso) |
|        | Lavardens Ecartelé, au premier et au quatrième d'argent au lion de gueules, au second de gueules à un château donjonné d'argent, ouvert de 2 portes (et non d'une comme sur le dessin) et maçonné de sable, au troisième de gueules à Saint Michel terrassant le dragon d'argent (inquartato: nel 1° e 4° d'argento, al leone di rosso; nel 2° di rosso, al castello torricellato d'argento, aperto di 2 porte, finestrato e murato di nero; nel 3° di rosso, al San Michele che atterra il drago d'argento) (il disegno presenta il castello aperto di una sola porta, mentre pare che le porte debbano essere due) |
|        | Lectoure De gueules à deux moutons d'argent passant l'un au-dessus de l'autre (di rosso, a due montoni d'argento passanti l'uno sull'altro) |
|        | Lias De gueules à une croix cléchée, vidée, pommetée de douze pièces d'or, à une bande d'argent chargée de trois fleurs de lin d'azur brochant sur le tout. (di rosso, alla croce a chiave vuota, pomettata di dodici pezzi d'oro, alla banda d'argento caricata di tre fiori di lino d'azzurro, attraversante sul tutto) |
|        | Lombez De gueules à la lance d'argent posée en bande (di rosso, alla lancia d'argento posta in banda) |
|        | Manciet Parti, au premier d'or à deux vaches de gueules onglées, colletées et clarinées d'azur, au second d'argent à un lion de gueules (partito: nel 1° d'oro, a due vacche di rosso unghiate, collarinate e sonagliate d'azzurro; nel 2° d'argento, al leone di rosso) |
|        | Marciac Parti d'azur à cinq fleurs de lys d'or posées en sautoir et de gueules à deux clefs adossées d'argent (partito d'azzurro, a cinque gigli d'oro posti in decusse, e di rosso, a due chiavi addossate d'argento) |
|        | Marestaing Parti au premier d'or au lion de gueules, armé et lampassé d'azur, à la bordure du même, au second d'argent, semé de croisettes d'azur et fretté du même, au chef de gueules chargé d'une croix ancrée d'argent (partito: nel 1° d'oro, al leone di rosso, armato e lampassato d'azzurro, tenente una spada dello stesso, alla bordura pure d'azzurro; nel 2° d'argento, seminato di crocette d'azzurro e cancellato dello stesso; al capo di rosso, caricato da una croce ancorata d'argento) |
|        | Masseube Ecartelé : au premier de sinople à une main senestre appaumée d'argent, au deuxième de gueules à une crosse d'or senestrée d'une coquille du même, au troisième d'or aux deux vaches contournées de gueules, au quatrième palé d'argent et d'azur de quatre pièces (inquartato: nel 1° di verde, alla mano sinistra appalmata d'argento; nel 2° di rosso, al pastorale d'oro sinistrato da una conchiglia dello stesso; nel 3° d'oro, a due vacche rivoltate di rosso; nel 4° palato d'argento e d'azzurro, di quattro pezzi) |
|        | Maurens D'or à une grappe de raisin de pourpre (d'oro, al grappolo d'uva di porpora) |
|        | Meursault Bandé d'or et d'azur de six pièces, à la bordure de gueules (bandato d'oro e d'azzurro; alla bordura di rosso) |
|        | Miélan D'azur à trois ruches d'or posées en bande (d'azzurro, a tre arnie d'oro poste in banda) |
|        | Miradoux Ecartelé, de gueules à une croix de Toulouse d'or remplie de sable, et d'azur à une cloche d'or (inquartato di rosso, alla croce di Tolosa d'oro ripiena di nero, e d'azzurro, alla campana d'oro) |
|        | Mirande D'azur à trois miroirs d'argent cerclés d'or (d'azzurro, a tre specchi d'argento, cerchiati d'oro) |
|        | Monferran-Savès Coupé : au premier de gueules à trois fers de lance d'or rangés en fasce et mouvant du trait de la partition, au second d'argent à trois chevrons de gueules, le premier rompu (troncato: nel 1° di rosso, a tre ferri di lancia d'oro ordinati in fascia e moventi dalla partizione; nel 2° d'argento, a tre scaglioni di rosso, il primo rotto) |
|        | Monfort De gueules à une montagne d'or mouvant de la pointe surmontée d'un créquier du même accompagné de deux besants d'argent chargés d'une croix d'azur. (di rosso, alla montagna d'oro movente dalla punta, sormontata da un vepre dello stesso, accompagnato da due bisanti d'argento caricati da una croce d'azzurro) |
|        | Montiron D'or à un laurier de sinople (d'oro, al lauro di verde) |
|        | Plaisance D'argent à deux lions affrontés de gueules (d'argento, a due leoni affrontati di rosso) |
|        | Plaisance (1696) De gueules à deux agneaux paissants d'argent en chef, et un dogue du même en pointe (di rosso, a due agnelli passanti d'argento in capo e un mastino dello stesso in punta) |
|        | Pouy-Roquelaure D'or au chevron accompagné en chef de deux roses, et en pointe d'un mont de six coupeaux, le tout de gueules (d'oro, allo scaglione accompagnato in capo da due rose e in punta da un monte di sei cime, il tutto di rosso) |
|        | Pujaudran Ecartelé, au premier de gueules à la croix cléchée, vidée et pommetée d'or de douze pièces, au second d'argent à l'arbre arraché de sinople, au troisième d'azur à la coquille d'or, au quatrième d'or au lion de gueules, sur le tout au bourdon de pèlerin avec sa gourde de sable posé en pal et brochant sur le trait de la partition (inquartato: nel 1º di rosso, alla croce a chiave, vuota e pomettata d'oro di dodici prezzi; nel 2º d'argento, all'albero sradicato di verde; nel 3º d'azzurro, alla conchiglia d'oro; nel 4º d'oro, al leone di rosso; al bastone del pellegrino con la borraccia di nero, posto in palo e attraversante sulla partizione) |
|        | Pavie D'azur à trois pêches d'or, tigées et feuillées du même (d'azzurro, a tre pesche d'oro, fustate e fogliate dello stesso) |
|        | Riscle D'or aux trois fleurs de lys d'azur (d'oro, a tre gigli d'azzurro) |
|        | La Romieu De gueules à deux tours d'argent, maçonnées de sable, ouvertes et ajourées du champ, accompagnées de trois étoiles d'or posées deux en chef et une en abîme, d'une étoile de six rais du même en chef et de la lettre A capitale d'argent en pointe (di rosso, a due torri d'argento, murate di nero, aperte e finestrate del campo, accompagnate da tre stelle d'oro poste due in capo e una in abisso, da una stella di sei raggi dello stesso in capo e dalla lettera maiuscola A d'argento in punta) |
|        | Roquelaure-Saint-Aubin D'azur à trois rocs d'échiquier d'or (d'azzurro, a tre rocchi di scacchiere d'oro) |
|        | Saint-Clar De gueules aux trois soleils d'or (di rosso, a tre soli d'oro) |
|        | Saint-Puy Ecartelé d'azur à la croix d'or et d'or au lion de sable (inquartato d'azzurro, alla croce d'oro, e d'oro, al leone di nero) |
|        | Saint-Sauvy Parti d'argent au lion de gueules et d'azur à deux feuilles de micocouliers d'or posées en barre; sur le tout, à une crosse d'évêque d'or brochant sur le trait de la partition (partito d'argento, al leone di rosso, e d'azzurro, a due foglie di celtis d'oro poste in sbarra; sul tutto al pastorale da vescovo d'oro attraversante sulla partizione) |
|        | Samatan Ecartelé, au premier et au quatrième de gueules à quatre otelles d'argent adossées et posées en sautoir, au second et au troisième de gueules également à trois sceptres fleurdelisés d'or posés en pal, au chef cousu d'azur chargé de trois fleurs de lys d'or (inquartato: nel 1° e 4° di rosso, a quattro mandorle pelate d'argento, addossate e poste in decusse; nel 2° e 3 di rosso, a tre scettri fiordalisati d'oro posti in palo e ordinati in fascia; al capo cucito d'azzurro, caricato di tre gigli d'oro°) |
|        | Saramon D'azur à une crosse d'or accostée de deux croisettes pattées du même, au chef écartelé d'or et de gueules (d'azzurro, al pastorale d'oro accostato da due crocette patenti dello stesso; al capo inquartato d'oro e di rosso) |
|        | Sarrant D'argent à une pomme de pin de sinople (d'argento, alla pigna di verde) |
|        | Ségoufielle Ecartelé, au premier d'azur à deux poissons d'argent, au second de gueules à trois pommes de pin d'or, au chef de gueules à une croix d'argent, au troisième de sable à une montagne d'argent, au quatrième d'or à une fasce de gueules accompagnée de trois trèfles de sinople ; sur le tout, d'azur semé de feux follets d'argent au dextrochère du même (inquartato: nel 1º d'azzurro, a due pesci d'argento; nel 2º di rosso, a tre pigne d'oro, al capo di rosso alla croce d'argento; nel 3º di nero, alla montagna d'argento; nel 4º d'oro, alla fascia di rosso accompagnata da tre trifogli di verde; sul tutto, d'azzurro seminato di fuochi fatui d'argento, al destrocherio dello stesso)                                                                                      |
|        | Seissan De sable aux six quintefeuilles d'argent ordonnés 3, 2 et 1 (di nero, a sei quintefoglie d'argento ordinate 3, 2 e 1) |
|        | Simorre Parti d'azur à deux fleurs de lys d'or, et de gueules à une crosse d'argent surmontée de trois étoiles du même posées en fasce (partito d'azzurro, a due gigli d'oro ordinati in palo, e di rosso, al pastorale d'argento sormontato da tre stelle dello stesso ordinate in fascia) |
|        | Tasque De gueules au chef d'argent, à la croix ancrée de sable brochant sur le tout (di rosso, al capo d'argento, alla croce ancorata di nero attraversante) |
|        | Termes-d'Armagnac Parti d'argent au lion contourné de gueules, et de gueules au léopard lionné d'or (partito d'argento, al leone rivoltato di rosso, e di rosso, al leopardo illeonito d'oro) |
|        | Terraube D'argent à une tarière de sable, emmanchée de gueules (d'argento, al succhiello di nero, manicato di rosso) |
|        | Valence-sur-Baïse D'or aux trois maures de sable (d'oro, a tre teste di moro) |
|        | Vic-Fezensac De gueules au pal cousu d'azur chargé d'une fleur de lys d'or en chef. (di rosso, al palo cucito d'azzurro, caricato di un giglio d'oro nel capo) |
|        | Viella Ecartelé, au premier d'or à deux vaches de gueules onglées, colletées et clarinées d'azur, au second aussi d'or à un lion de gueules, au troisième d'azur à deux balances d'argent, au quatrième de gueules à une tour d'or ouverte, ajourée et maçonnée de sable ; sur le tout, de sinople à deux sangliers de gueules (inquartato: nel 1º d'oro, a due vacche di rosso, unghiate, collarinate e sonagliate d'azzurro; nel 2º pure d'oro, al leone di rosso; nel 3º d'azzurro, a due bilance d'argento; nel 4º di rosso, alla torre d'oro, aperta, finestrata e murata di nero; sul tutto di verde, a due cinghiali di rosso) |